# Есеј
Есеј (фр. essai — покушај, оглед), краћи прозни напис у коме се излажу лични утисци и погледи на неко питање живота, морала, науке или уметности. По правилу аутори есеја не употребљавају научне методе чињеничног или логичког доказивања, већ се позивају — изричито или имплицитно — на властито општељудско искуство, настојећи да реторичким или поетским средствима приближе читаоцу властита схватања. Есеј је веома тешко тачно дефинисати и његово поље није јасно одређено будући да стално лебди између три различите области, тј. између књижевности, новинарства и науке — приближавајући се каткад репортажи, каткад цртици, краткој причи или пјесми у прози, а каткад опет научном чланку или расправи.
Оснивач овог књижевног жанра је француски ренесансни књижевник и филозоф Мишел де Монтењ. Своје Eсеје (Essais), одакле и име „есеј” први пут је објавио 1580. године. Монтењеви есеји су првобитно настали из бележака поводом прочитаних књига, које су се развиле у врло лично интонирана, каткад аутобиографско-психолошка размишљања о сваковрсним практично-етичким и друштвеним питањима. Њихова чар је у наизглед хаотичном, а ипак мајсторски организованом излагању, као и у широкогрудном, али скептичном ставу према животу.
Поред Монтења најзначајнији ренесансни есејиста је његов савременик, енглески филозоф, писац и државник Франсис Бејкон, који је објавио 1597. своје Есеје или савјете грађанске и моралне, допуњавајући их у каснијим издањима новим прилозима (у коначном издању, 1625, има их 58). Бејконови есеји су далеко мање лични, сувљи и свечанији по тону од Монтењевих. Сентенциозни и језгровити, они редовно садрже и аподиктичке судове о практично-моралним и естетичким темама. Сам Бејкон је сматрао да есеј има претходнике у неким списима Сенеке и других писаца епистола, дијатриба, контроверзија, свазаорија. Захваљујући Бејконовом утицају, есеј се толико одомаћио у Енглеској да се она неретко сматра правом домовином есеја.
Есејистичка метода је експериментална, у њој се представљају тезе из различитих перспектива и размишљања о њима. Тако се читаоцу даје слика мисаоног процеса од премиса до оцена и закључака.